# Bruno Basto
Bruno Miguel Leite Basto (Lisbona, 21 maggio 1978) è un ex calciatore portoghese, di ruolo difensore.

## Carriera

### Club
Ha giocato nella massima serie dei campionati portoghese, francese, olandese e russo.

### Nazionale
Ha giocato nelle nazionali giovanili portoghesi Under-20 ed Under-21.

## Palmarès

### Club

#### Competizioni nazionali
- Coppa di Lega francese: 1

Bordeaux: 2001-2002